# Salzmetzen
Der Salzmetzen war ein Volumenmaß im Königreich Bayern und Regensburg und war ein Salzmaß. Abweichungen in anderen Regionen waren üblich.
- 1 Salzmetzen = 4 Mässl/Salzmässl = 16 Köpfel = 672 Pariser Kubikzoll = 13,33 Liter
- 1 Köpfel = 1 Viertel-Mässl
- 1 Salzmetzen = ½ Mehlstrich